# Columnella graminea
Columnella graminea är en mossdjursart som beskrevs av Hayward 1981. Columnella graminea ingår i släktet Columnella och familjen Farciminariidae. Inga underarter finns listade i Catalogue of Life.